# Гумица за брисање
Гумица за брисање је предмет који служи за брисање отиска мине на папиру. Део је школског прибора. Већина графитних оловака има на свом крају, супротном од оног којим се пише и гумицу за брисање. Најчешће се израђују од синтетичке гуме, јефтинији модели од синтетичке соја гуме, али скупљи модели се праве од винила и каучука. Будући да се временом троши, спада у потрошни материјал као и направе за писање. 
Брисачи су гумене конзистенције и долазе у различитим облицима, величинама и бојама. Неке оловке имају гумицу на једном крају. Јефтиније гумице се праве од синтетичке гуме и синтетичке гуме на бази соје, док скупље или специјализоване гумице праве од винила, пластике или материјала сличних гуми.
Првобитно су изумљене гумице за брисање грешака направљених оловком; касније су уведене абразивније гумице за мастило. Термин се такође користи за предмете које уклањају ознаке са табли и белих табли.

## Историја
У далекој прошлости се угаљ највише користио за писање, а за брисање написаног комади гуме од каучука или восак. Парчићи грубог камена или песка су коришћени за уклањање мањих грешака са папируса написаних мастилом. Године 1770. Џозеф Презли је искористио природну гуму за брисање трагова пенкале. Он је ту гуму назвао rubber, што је и данашњи енглески назив за гумицу за брисање.
Пре него што су брисачи од гуме коришћени, таблете воска су употревљаване за брисање трагова олова или угља са папира. Комади грубог камена, попут пешчара или пловућца, коришћени су за уклањање малих грешака са пергаментних или папирусних докумената исписаних мастилом. Коришћен је хлеб без коре; студент из Токија током меиџи периода (1868–1912) је изјавио: „Хлебни брисачи су коришћени уместо гумених брисача, те смо их добијали без количинских ограничења. Стога смо их често узимали јели чврст део да барем мало утолимо нашу глад.“
Извештава се да је 1770. године енглески инжењер Едвард Нејрн развио прву гумицу за брисање пласирану на широком тржишту, као свој прилог за такмичење проналазака. До тада је материјал био познат као еластична гума или по индијанском називу (преко француског) каучук. Нејрн је продавао гумице за брисање од природне гуме по високој цени од три шилинга по коцки од пола инча. Према Нејрну, он је нехотице узео комад гуме уместо презле, открио својства гуме за брисање и почео да продаје гумене брисаче. Проналазак је описао Џозеф Пристли 15. априла 1770. године у фусноти: „Видео сам супстанцу одлично прилагођену сврси брисања са папира ознака црне оловне оловке... Продаје је г. Нејрн, произвођач математичких инструмената, наспрам Краљевске берзе." Године 1770. реч гума је била у општој употреби за сваки предмет који се користи за трљање; реч је постала везана за нови материјал негде између 1770. и 1778. године.
Међутим, сирова гума је била кварљива. Године 1839, Чарлс Гудјир је открио процес вулканизације, метод који би очврснуо гуму, чинећи је издржљивијом. Гуме за брисање постале су уобичајене са појавом вулканизације.
Дана 30. марта 1858. Хајмен Липман из Филаделфије, Сједињене Државе, добио је први патент за причвршћивање гумице на крај оловке. Касније је поништен јер је утврђено да је једноставно спој два уређаја, а не потпуно нови производ.
Гумице могу бити самостојећи блокови (блоковске и клинасте гумица за брисање) или конусне капице које могу да почивају на крају оловке. Цилиндар или клик брисач је уређај у облику оловке, али уместо да буде напуњена графитом за оловку, њена шупљина садржи увлачив цилиндар од материјала за брисање (најчешће меког винила). Многе, али не све, дрвене оловке се праве са причвршћеним гумицама. Нове гумице направљене у облицима чија је намена да буду забавни често су направљени од тврдог винила, који има тенденцију да размаже веће ознаке када се користи као гумица.

## Типови

### Оловке и гумене капице
Првобитно прављен од природне гуме, али сада обично од јефтинијег SBR, овај тип садржи минерална пунила и абразив као што је пловућац са пластификатором као што је биљно уље. Релативно су тврде (да би остале везане за оловку) и често обојене у розе. Такође се могу трајно причврстити на крај оловке помоћу феруле.

### Уметничка гумица за брисање
Стилизовани назив „Art gum” први пут је употребљен 1903. године и заштићен је у Сједињеним Државама 1907. године. Тај тип гумице је првобитно прављен од уља као што је кукурузно уље вулканизирано сумпор дихлоридом, иако се сада може направити од природне или синтетичке гуме или једињења винила. Веома је мекан, али задржава облик и није механички пластичан, већ се мрви док се користи. Посебно је погодан за чишћење великих површина без оштећења папира. Међутим, ови брисачи су толико мекани да нису прецизни у употреби. Уклоњени графит се одлаже у мрвице, остављајући гумицу чистом, али резултирајући у великој количини остатака гумице. Овај остатак се затим мора пажљиво уклонити, јер су честице гумице обложене графитом и могу оставити нове трагове. Уметничке гумене гумице су традиционално тамне или смеђе боје, а неке су плаве.

### Винилне гумице
Висококвалитетне пластифициране винилне или друге „пластичне“ гумице за брисање, првобитно заштићене под називом Мајлар средином 20. века, су мекше, неабразивне и чистије за брисање од стандардних гумених брисача. То је зато што уклоњени графит не остаје на гуми у мери у којој је то случај код гуменог брисача, већ се уместо тога упија у одбачене остатке винила. Пошто су мекши и неабразивни, мање је вероватно да ће оштетити платно или папир. Инжењери преферирају ову врсту гумице за рад на техничким цртежима због њихове нежности на папиру са мање размазивања околних подручја. Често долазе у белој боји и могу се наћи у различитим облицима. У новије време, веома јефтине гумице се производе од високо пластифицираних винилних једињења и израђују се у декоративним облицима.

### Гњечене гумице
Гњечене гумице (које се изван Сједињених Држава називају пати гумицама) имају пластичну конзистенцију и уобичајене су за већину стандардних алата за уметнике. Могу се обликовати у тачку за брисање малих површина и прецизно брисања детаља, обликовати у текстурирану површину и користити као обрнути печат за давање текстуре, или користити на начин „блотирања“ за осветљавање линија или сенчење без њиховог потпуног брисања. Оне постепено губе своју ефикасност и отпорност како се прожимају честицама покупљеним из брисања и из њиховог окружења. Нису погодни за брисање великих површина због њихове склоности да се деформишу под снажним брисањем.

### Постерски гит
Обично се продаје у малопродајним објектима са школским прибором и производима за побољшање дома. Овај мекани, савитљиви кит се појављује у многим бојама и под бројним маркама. Намењен да се залепи постере и отиске на зидове без оштећења доње површине зида, кит за плакате функционише на исти начин као и традиционалне гумице за гњечење, али са већом лепљивошћу и, у неким околностима, јачином подизања. Гит за плакате не брише толико, колико осветљава директним повлачењем честица графита, угља или пастела са цртежа. С тим у вези, гит за плакате не размазује или оштећује рад у процесу. Понављано додиривање гита цртежа извлачи све више медија, постепено олакшавајући рад на контролисан начин. Постерски гит се може обликовати у фине тачке или ивице ножа, што га чини идеалним за детаљне или мале области рада. Може се котрљати по површини да би се створиле визуелне текстуре. Постерски гит губи своју ефикасност употребом, постаје мање лепљив како материјал постаје загађен остацима и уљима са коже корисника.

### Електрични брисачи
Електрични брисач је 1932. године изумео Алберт Ј. Дремел из Расина, Висконсин, Сједињене Државе. Користио је заменљиви цилиндар од материјала за брисање који је држала стезна глава која се покреће на оси мотора. Брзина ротације је омогућила да се користи мањи притисак, што је минимизирало оштећење папира. Првобитно је коришћена стандардна гума за брисање оловке, а касније је замењена винилом виших перформанси. Дремел је наставио са развојем читаве линије ручних ротационих електричних алата.

### Гумице од фибергласа
Гумица од фибергласа, снопа врло финих стаклених влакана, могу се користити за брисање и друге послове који захтевају абразију. Обично је гумица уређај у облику оловке са заменљивим уметком са стакленим влакнима, која се троше током употребе. Влакна су веома тврда; поред уклањања ознака оловком и оловком, такве гумице се користе за чишћење трагова на електронским плочама како би се олакшало лемљење, уклањање рђе и многе друге апликације. Као пример необичне употребе, гумица од фибергласа је коришћена за припрему фосила птеросауруса уграђеног у веома тврд и масиван кречњак. Пошто гумице од фибергласа бацају прашину од фибергласа када се користе, мора се водити рачуна током и након употребе да се избегне случајна контаминација овом абразивном прашином на осетљивим деловима тела, посебно у очима.

### Остало
Брисач за таблу од филца или крпе за прашину користе се за брисање ознака кредом на табли. Писање кредом оставља честице светле боје које слабо пријањају за тамну површину (нпр. бело на црном или жуто на зеленом); оно се може обрисати меким материјалом, као што је крпа. Брисачи за табеле се праве, са блоком пластике или дрвета, много већег од гумице за пенкало или оловку, са слојем филца на једној страни. Блок се држи у руци и филц се трља о натпис који лако брише. Ослобађа се прашина од креде, од којих се део лепи за гумицу док се не очисти, обично ударањем о тврду површину.
Различите врсте гумица, у зависности од плоче и врсте мастила које се користи, користе се за брисање табле.
Наменске гумице које се испоручују са неким хемијским оловкама и трајним маркерима су намењене само за брисање мастила са инструмента за писање за који су направљени; понекад се то ради тако што се мастило јаче везује за материјал гумице него за површину на коју је нането.